# Normaliserad frekvens
I digital signalbehandling (DSP) innebär en samplad signals normaliserade frekvens signalens frekvens uttryckt i cykler per sampel, till skillnad från vanlig frekvens som mäts i cykler per sekund (Hertz). Om man använder vinkelfrekvenser får den normaliserade vinkelfrekvensen enheten radianer per sampel. Vissa program kräver normaliserade ingångar och producerar normaliserade utgångar, som kan skalas om till fysiska enheter vid behov. Matematiska härledningar görs vanligtvis i normaliserade enheter, relevanta för ett brett spektrum av tillämpningar.

## Exempel på normalisering
Låt fs vara sampelfrekvensen då den normaliserade frekvensen θ och den normaliserade vinkelfrekvensen Ω vanligtvis fås som:
{\displaystyle \theta ={\frac {f}{f_{s}}}~~~~\Omega ={\frac {\omega }{f_{s}}}}
där f är frekvens och ω vinkelfrekvens.
Vissa program (som MATLAB-verktygslådor) som konstruerar filter med reellt värderade koefficienter föredrar Nyquistfrekvensen {\displaystyle (f_{s}/2)} som frekvensreferens, vilket ändrar det numeriska området som representerar frekvenser av intresse från {\displaystyle \left[0,{\tfrac {1}{2}}\right]}  cykler/sampel till {\displaystyle [0,1]} halvcykel/sampel. Därför är den normaliserade frekvensenheten viktig när man omvandlar normaliserade resultat till fysiska enheter. 

Exempel på att plotta sampel av en frekvensfördelning i enheten "fack", som är heltalsvärden. En skalfaktor på 0,7812 omvandlar ett fackantal till motsvarande fysiska enhet (hertz).

En vanlig praxis är att sampla frekvensspektrumet för samplade data med frekvensintervall på {\displaystyle {\tfrac {f_{s}}{N}},} för något godtyckligt heltal {\displaystyle N}.  Samplen (ibland kallade frekvensfack) numreras i följd, vilket motsvarar en frekvensnormalisering av {\displaystyle {\tfrac {f_{s}}{N}}.} :p.56 eq.(16) Den normaliserade Nyquist-frekvensen är
{\displaystyle {\tfrac {N}{2}}} med enheten {\displaystyle \left[0,{\tfrac {1}{N}}\right]}th cykel/sampel.
Vinkelfrekvens, betecknad med {\displaystyle \omega } och med enheten radianer per sekund, kan normaliseras på liknande sätt. När {\displaystyle \omega } normaliseras med hänvisning till samplingsfrekvensen som {\displaystyle \omega '={\tfrac {\omega }{f_{s}}},} är den normaliserade Nyquistvinkelfrekvensen π radianer/sampel. 
Den normaliserade frekvensen är användbar eftersom en samplad signals frekvensspektrum har en period som är lika med samplingsfrekvensen, uttryckt med normaliserad frekvens har frekvensspektrumet en period lika med 1. Om normaliserade vinkelfrekvenser används har frekvensspektrumet en period lika med 2π.
Följande tabell visar exempel på normaliserad frekvens för {\displaystyle f=1} kHz, {\displaystyle f_{s}=44100} sampels/sekund (ofta betecknad med 44,1 kHz), och 4 normaliseringskonventioner:
| Kvalitet                                           | Numeriskt område                                           | Beräkning                    | Motsats                                       |
| -------------------------------------------------- | ---------------------------------------------------------- | ---------------------------- | --------------------------------------------- |
| {\displaystyle f'={\tfrac {f}{f_{s}}}}             | {\displaystyle \left[0,{\tfrac {1}{2}}\right]}cykel/sampel | 1000 / 44100 = 0.02268       | {\displaystyle f=f'\cdot f_{s}}               |
| {\displaystyle f'={\tfrac {f}{f_{s}/2}}}           | [0, 1] halvcykel/sampel                                    | 1000 / 22050 = 0.04535       | {\displaystyle f=f'\cdot {\tfrac {f_{s}}{2}}} |
| {\displaystyle f'={\tfrac {f}{f_{s}/N}}}           | {\displaystyle \left[0,{\tfrac {N}{2}}\right]} fack        | 1000 × N / 44100 = 0.02268 N | {\displaystyle f=f'\cdot {\tfrac {f_{s}}{N}}} |
| {\displaystyle \omega '={\tfrac {\omega }{f_{s}}}} | [0, π] radianer/sampel                                     | 1000 × 2π / 44100 = 0.14250  | {\displaystyle \omega =\omega '\cdot f_{s}}   |